# Milan Rakočević
Milan Rakočević (Krnja Jela, Šavnik 1914. - Ljubljana, 1983.) crnogorski filozof, književnik, pristalica Crnogorske stranke, borac Za Pravo, Čast i Slobodu.
Diplomirao na Filozofskom fakultetu (grupa za filozofiju) u Ljubljani, gdje je i doktorirao 1941., odbranivši disertaciju Petar Petrović Njegoš i čojstvo. Bio je 1930-ih sa Savićem Markovićem Štedimlijom i Milivojem Matovićem pokretač književnih grupa Mlada Crna Gora i Nova književna Crna Gora. Objavljuje književne radove u crnogorskim i drugim časopisima.
Tijekom Drugog svjetskog rata politički savjetnik generala Krsta Popovića u Štabu Lovćenske brigade 1942. – 1944. godine. Pregovarao 1944. s delegacijom CASNO-a (vođstvom crnogorskih partizana) u Kolašinu o izmirenju s generalom Popovićem. Sporazum koji je s tim u vezi potpisan partizani nisu ispoštovali.
Partizani su u svibnju 1945. osudili dr. Rakočevića na 4 godine robije "kao ratnog zločinca i suradnika okupacijskih vlasti". No, ubrzo je pomilovan i rehabilitiran.
Nastavio je svoj znanstveni rad. Radio je na Univerzitetu u Ljubljani do svoje smrti. Postumno mu je 1998. u Crnoj Gori objavljen reprint rada Crnogorski Prometej - pokušaj povezivanja Njegoševe filozofije.

## Vanjske poveznice
Životopis dr. Milana Rakočevića  Arhivirana inačica izvorne stranice od 30. kolovoza 2011. (Wayback Machine)